# Gotica Veronensia
De Gotica Veronensia is een uit de zesde eeuw stammend manuscript waarin enkele Gotische glossen bij een Latijnse tekst zijn opgenomen.
Het handschrift bevindt zich in de Biblioteca Capitolare te Verona.